# Cynanchum trinitense
Cynanchum trinitense är en oleanderväxtart som först beskrevs av Nicholas Edward Brown, och fick sitt nu gällande namn av R. E. Woodson. Cynanchum trinitense ingår i släktet Cynanchum och familjen oleanderväxter. Inga underarter finns listade i Catalogue of Life.